# Пиндоретама
Пиндоретама (порт. Pindoretama) — муниципалитет в Бразилии, входит в штат Сеара. Составная часть мезорегиона Север штата Сеара. Входит в экономико-статистический микрорегион Каскавел. Население составляет 17 530 человек на 2006 год. Занимает площадь 72,855 км². Плотность населения — 240,6 чел./км².

## История
Город основан в 1989 году.

## Статистика
- Валовой внутренний продукт на 2003 составляет 41.829.907,00 реалов (данные: Бразильский институт географии и статистики).
- Валовой внутренний продукт на душу населения на 2003 составляет 2.558,87 реалов (данные: Бразильский институт географии и статистики).
- Индекс развития человеческого потенциала на 2000 составляет 0,657 (данные: Программа развития ООН).